# Sexual
«Sexual» (или Sensual в цензурированных версиях) — песня, записанная шведским продюсером Neiked при участии британской певицы и соавтора Dyo и выпущенная 26 августа 2016 года лейблами Neiked Collective, Casablanca Records, Polydor Records и Republic Records. Сингл достиг пятого места в британском хит-параде UK Singles Chart и получил платиновую сертификацию в Великобритании, Новой Зеландии и Норвегии.

## История
«Sexual» это высокоэнергичный поп-трек, который описывают как имеющий элементы фанка.
Песня имела коммерческий успех в Великобритании и Австралии. В британском хит-параде UK Singles Chart 8 сентября 2016 года песня дебютировала на позиции № 83. Восемь недель спустя 3 ноября 2016 она поднялась на позицию № 6, став для Neiked первым хитом в top-10, a для певицы Dyo — её пятым хитом. На 15-ю неделю 15 декабря 2016 года песня достигла своего пика на позиции № 5, став для певицы Dyo — её четвёртым хитом в британском top-5.

## Отзывы
Майк Уасс (Mike Wass) из издания of Idolator описал песню как «будущий хит» и оценил вокал певицы Dyo, сравнив его с голосом американской певицы Kiiara. Эд Роше (Ed Roche) из издания PintOfPop.com оценил песню за её гипнотический эффект и вокал Dyo.

## Ремикс Oliver Nelson
В ответ на ремиксовую версию, записанную Оливером Нельсоном (Oliver Nelson), американский блогер Перес Хилтон описал песню как «killer» и что он предсказывает ей быть горячим хитом на танцполах по всему миру («soon to be burning up dancefloors worldwide»).

## Чарты
| Чарт (2016—2017)                           | Наивысшая позиция |
| ------------------------------------------ | ----------------- |
| Австралия (ARIA)                           | 4                 |
| Австрия (Ö3 Austria Top 40)                | 53                |
| Бельгия/Фландрия (Ultratop 50)             | 7                 |
| Бельгия/Валлония (Ultratop 50)             | 10                |
| Чехия (Rádio – Top 100)                    | 17                |
| Чехия (Singles Digitál Top 100)            | 24                |
| Denmark (Tracklisten)                      | 22                |
| France (SNEP)                              | 23                |
| Германия (GfK)                             | 43                |
| Ирландия (IRMA)                            | 2                 |
| Нидерланды (Single Top 100)                | 43                |
| New Zealand (Recorded Music NZ)            | 6                 |
| Norway (VG-lista)                          | 9                 |
| Польша (Polish Airplay Top 100)            | 64                |
| Португалия (AFP)                           | 47                |
| Шотландия (OCC Scotland)                   | 3                 |
| Словакия (Singles Digitál Top 100)         | 50                |
| Испания (PROMUSICAE)                       | 10                |
| Швеция (Sverigetopplistan)                 | 32                |
| Швейцария (Schweizer Hitparade)            | 98                |
| Великобритания (OCC UK Singles)            | 5                 |
| США (Billboard Hot Dance/Electronic Songs) | 22                |

## Продажи сингла
| Регион | Сертификация | Продажи |
| --- | ------------ | ------- |
| Австралия (ARIA) | Золотой      | 35 000  |
| Бельгия (BEA) | Золотой      | 10 000  |
| Дания (IFPI Danmark) | Золотой      | 30,000^ |
| Франция (SNEP) | Золотой      | 75,000  |
| Новая Зеландия (RMNZ) | Платиновый   | 30 000  |
| Норвегия (IFPI Norway) | Платиновый   | 40 000  |
| Великобритания (BPI) | Платиновый   | 600 000 |
| * Данные о продажах приведены только на основе сертификации. · ^ Данные о тиражах приведены только на основе сертификации. · Данные о продажах + прослушиваниях приведены только на основе сертификации. |              |         |